# Seznam dílů seriálu Hap & Leonard
Toto je seznam dílů seriálu Hap & Leonard.

## Přehled řad
| Řada | Díly | Premiéra v USA  | Premiéra v USA | Premiéra v ČR     | Premiéra v ČR     |
| Řada | Díly | První díl       | Poslední díl   | První díl         | Poslední díl      |
| ---- | ---- | --------------- | -------------- | ----------------- | ----------------- |
| 1    | 6    | 2. března 2016  | 6. dubna 2016  | 2. ledna 2017     | 6. února 2017     |
| 2    | 6    | 15. března 2017 | 19. dubna 2017 | 17. července 2017 | 21. srpna 2017    |
| 3    | 6    | 7. března 2018  | 11. dubna 2018 | 18. června 2018   | 23. července 2018 |

## Seznam dílů

### První řada (2016)
| Č. v seriálu | Č. v řadě | Původní název | Režie      | Scénář                   | Premiéra v USA  | Premiéra v ČR  |
| ------------ | --------- | ------------- | ---------- | ------------------------ | --------------- | -------------- |
| 1            | 1         | Savage Season | Jim Mickle | Nick Damici a Jim Mickle | 2. března 2016  | 2. ledna 2017  |
| 2            | 2         | The Bottoms   | Jim Mickle | Nick Damici a Jim Mickle | 9. března 2016  | 9. ledna 2017  |
| 3            | 3         | The Dive      | Nick Gomez | E. L. Katz               | 16. března 2016 | 16. ledna 2017 |
| 4            | 4         | Trudy         | Nick Gomez | Nick Damici a Jim Mickle | 23. března 2016 | 23. ledna 2017 |
| 5            | 5         | War           | Jim Mickle | Nick Damici              | 30. března 2016 | 30. ledna 2017 |
| 6            | 6         | Eskimos       | Jim Mickle | Jim Mickle               | 6. dubna 2016   | 6. února 2017  |

### Druhá řada (2017)
| Č. v seriálu | Č. v řadě | Původní název | Režie           | Scénář                   | Premiéra v USA  | Premiéra v ČR     |
| ------------ | --------- | ------------- | --------------- | ------------------------ | --------------- | ----------------- |
| 7            | 1         | Mucho Mojo    | Maurice Marable | Nick Damici a Jim Mickle | 15. března 2017 | 17. července 2017 |
| 8            | 2         | Tickling Mojo | Maurice Marable | Abe Sylvia               | 22. března 2017 | 24. července 2017 |
| 9            | 3         | Holy Mojo     | Abe Sylvia      | John Wirth               | 29. března 2017 | 31. července 2017 |
| 10           | 4         | Bad Mojo      | Abe Sylvia      | Abe Sylvia a Ione Lloyd  | 5. dubna 2017   | 7. srpna 2017     |
| 11           | 5         | Pie a la Mojo | Tim Southam     | Joe R. Lansdale          | 12. dubna 2017  | 14. srpna 2017    |
| 12           | 6         | No Mo' Mojo   | Tim Southam     | Nick Damici a Jim Mickle | 19. dubna 2017  | 21. srpna 2017    |

### Třetí řada (2018)
| Č. v seriálu | Č. v řadě | Původní název      | Režie            | Scénář                   | Premiéra v USA  | Premiéra v ČR     |
| ------------ | --------- | ------------------ | ---------------- | ------------------------ | --------------- | ----------------- |
| 13           | 1         | The Two-Bear Mambo | Jim Mickle       | Jim Mickle               | 7. března 2018  | 18. června 2018   |
| 14           | 2         | Ho-Ho Mambo        | Jim Mickle       | Nick Damici              | 14. března 2018 | 25. června 2018   |
| 15           | 3         | T-Bone Mambo       | Abe Sylvia       | John Wirth               | 21. března 2018 | 2. července 2018  |
| 16           | 4         | Senorita Mambo     | Abe Sylvia       | John Wirth a Ione Lloyd  | 28. března 2018 | 9. července 2018  |
| 17           | 5         | Mambo No. 5        | Michael Katleman | Pam Veasey               | 4. dubna 2018   | 16. července 2018 |
| 18           | 6         | Monsoon Mamb       | Michael Katleman | Nick Damici a Jim Mickle | 11. dubna 2018  | 23. července 2018 |